# 尾形乾山
尾形乾山（日语：尾形 乾山，1663年—1743年7月22日），京都人，日本江户时代的陶艺家。尾形光琳的弟弟。